# Musée Bouilhet-Christofle
Musée Bouilhet-Christofle je soukromé muzeum v Paříži. Nachází se v 8. obvodu v ulici Rue Royale. Muzeum se specializuje na historii a výrobky francouzské zlatnické firmy Christofle. 

## Historie
Firmu na stříbrné nádobí, příbory a bytové doplňky založil roku 1830 Charles Christofle (1805-1863) na boulevardu Croizat v Saint-Denis, dvorní dodavatel francouzské královské rodiny. Po objevu elektrolytického postříbřování v roce 1842 ji rozšířil a převedl na výrobu alpaky, na nábřeží Seiny v Saint-Denis postavil největší evropskou továrnu svého druhu. Výroba po druhé světové válce přestala prosperovat, v roce 1956 byla zásadně omezena a na přelomu 20.- 21. století značku koupili asijští podnikatelé.  
Hlavní pařížskou prodejnou firmy byl Pavillon du Hannovre, palác na nároží Bulváru des Italiens. 
Muzeum Bouilhet-Christofle bylo zřízeno v jedné z dalších prodejen po přesunutí expozice 2000 výrobků z továrního muzea v Saint-Denis. Muzeum bylo v roce 2008 uzavřeno , po rekonstrukci opět otevřeno roku 2011. V současnosti (2023) je opět uzavřeno.